# Automeris nigrocinctus
Automeris nigrocinctus är en fjärilsart som beskrevs av Eugène Louis Bouvier 1930. Automeris nigrocinctus ingår i släktet Automeris och familjen påfågelsspinnare. Inga underarter finns listade i Catalogue of Life.